# Олух-Шуматово
О́лух-Шума́тово (чув. Улăх Шăмат) — деревня в Ядринском районе Чувашской Республики. Входит в состав Советского сельского поселения.

## География
Находится в западной части Чувашии, на расстоянии приблизительно 20 км на восток-юго-восток по прямой от районного центра города Ядрин на левобережье речки Ербаш.

## История
Известна с 1859 года, как околоток села Шуматово (ныне Советское), когда здесь было учтено 159 жителей. В 1897 году было учтено 170 жителей, в 1926 — 53 двора, 240 жителей, в 1939—235 жителей, в 1979—140. В 2002 году было 30 дворов, в 2010 — 18 домохозяйств. В 1929 году был образован колхоз «Красная Ербашка», в 2010 действовал СХПК «Шуматовский».

## Население
Постоянное население составляло 70 человек (чуваши 100 %) в 2002 году, 60 в 2010.